# Acacia confusa
Acacia confusa é uma espécie de leguminosa do gênero Acacia, pertencente à família Fabaceae.